# Franc du royaume de Westphalie
Pour les articles homonymes, voir franc.
 (décembre 2023).
Si vous disposez d'ouvrages ou d'articles de référence ou si vous connaissez des sites web de qualité traitant du thème abordé ici, merci de compléter l'article en donnant les références utiles à sa vérifiabilité et en les liant à la section « Notes et références ».
Le franc ou frank (en allemand Frank, pluriel Franken) est une unité monétaire émise entre 1808 et 1813 par le royaume de Westphalie, un état satellite du Premier Empire français, sous le règne de Jérôme Bonaparte.
Cette monnaie se base sur le système décimal et se subdivise en 100 centimes (Cents). Elle circule à parité avec le franc français, dont les pièces d'argent et d'or de Westphalie reprennent les caractéristiques (poids, diamètre, titre). Le franc français est également accepté dans le royaume, mais le franc du royaume de Westphalie n'a pas cours légal dans l'Empire français.

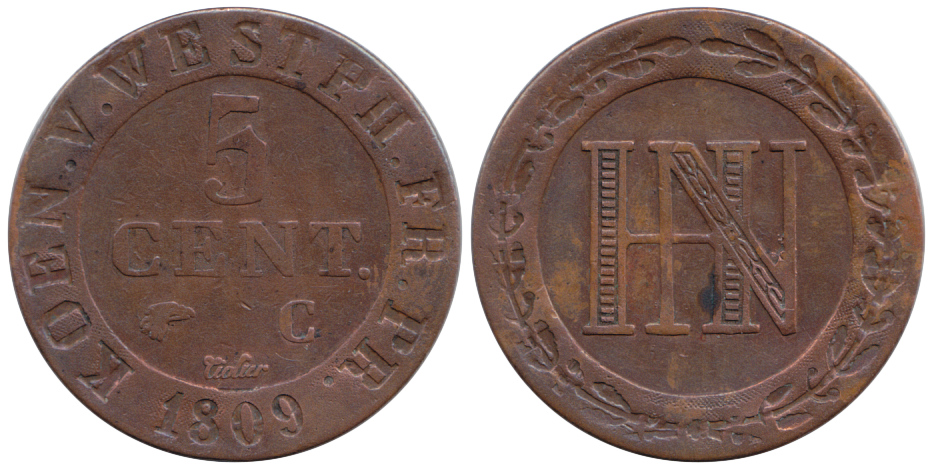
5 centimes 1809.

La monnaie en circulation est composée de pièces, de 1, 2, 3 et 5 centimes en cuivre, 10 et 20 centimes en billon, ½, 1, 2 et 5 francs en argent et 5, 10 et 20 francs en or. L'ensemble des monnaies est dessiné par Nicolas-Pierre Tiolier et fabriqué à la Monnaie de Paris. 
À l'avers, les monnaies de cuivre et de billon comportent le monogramme HN (Hieronymus Napoleon, Jérôme Napoléon) entouré de branches de laurier, surmonté d'une couronne sur les monnaies de billon. Les monnaies d'argent et d'or présentent le buste du roi Jérôme, entouré de la légende HIERONYMUS NAPOLEON et font partie des pièces Napoléonides.
Au revers, toutes les monnaies comportent la valeur écrite sur deux lignes et accompagnée des différents. La légende est HIERONYMUS NAPOLEON KOEN. (Jérôme Napoléon roi) sauf sur les pièces de billion qui affichent KOENIG V. WESTPH. FR. PR.. 
Parallèlement aux monnaies en francs, entre 1807 et 1813, Jérôme fait frapper des pièces en thaler et en groschen conforme au système allemand traditionnel, du fait de l'aversion de la population au nouveau système décimal. Les anciennes monnaies allemandes continuent également de circuler dans le royaume. Les pièces à l'effigie de Jérôme représentent cependant un symbole de pouvoir en plus de leur rôle économique.